# Maisie Lockwood
 (mai 2023).
Le contenu est difficilement compréhensible vu les erreurs de traduction, qui sont peut-être dues à l'utilisation d'un logiciel de traduction automatique.
 (mai 2023).
La mise en forme du texte ne suit pas les recommandations de Wikipédia : il faut le « wikifier ».
Les points d'amélioration suivants sont les cas les plus fréquents. Le détail des points à revoir est peut-être précisé sur la page de discussion.
- Les titres sont pré-formatés par le logiciel. Ils ne sont ni en capitales, ni en gras.
- Le texte ne doit pas être écrit en capitales (les noms de famille non plus), ni en gras, ni en italique, ni en « petit »…
- Le gras n'est utilisé que pour surligner le titre de l'article dans l'introduction, une seule fois.
- L'italique est rarement utilisé : mots en langue étrangère, titres d'œuvres, noms de bateaux, etc.
- Les citations ne sont pas en italique mais en corps de texte normal. Elles sont entourées par des guillemets français : « et ».
- Les listes à puces sont à éviter, des paragraphes rédigés étant largement préférés. Les tableaux sont à réserver à la présentation de données structurées (résultats, etc.).
- Les appels de note de bas de page (petits chiffres en exposant, introduits par l'outil «  Source ») sont à placer entre la fin de phrase et le point final[comme ça].
- Les liens internes (vers d'autres articles de Wikipédia) sont à choisir avec parcimonie. Créez des liens vers des articles approfondissant le sujet. Les termes génériques sans rapport avec le sujet sont à éviter, ainsi que les répétitions de liens vers un même terme.
- Les liens externes sont à placer uniquement dans une section « Liens externes », à la fin de l'article. Ces liens sont à choisir avec parcimonie suivant les règles définies. Si un lien sert de source à l'article, son insertion dans le texte est à faire par les notes de bas de page.
- La présentation des références doit suivre les conventions bibliographiques. Il est recommandé d'utiliser les modèles {{Ouvrage}}, {{Chapitre}}, {{Article}}, {{Lien web}} et/ou {{Bibliographie}}. Le mode d'édition visuel peut mettre en forme automatiquement les références.
- Insérer une infobox (cadre d'informations à droite) n'est pas obligatoire pour parachever la mise en page.

Pour une aide détaillée, merci de consulter Aide:Wikification.
Si vous pensez que ces points ont été résolus, vous pouvez retirer ce bandeau et améliorer la mise en forme d'un autre article.
Maisie Lockwood est un personnage de fiction de la franchise Jurassic Park.

## Présentation
Elle est introduite dans le cinquième film, Jurassic World: Fallen Kingdom (2018), qui est également le deuxième volet de la trilogie Jurassic World. JA Bayona a réalisé le film, mettant en scène Isabella Sermon (dans son premier long métrage) dans le rôle de Maisie. Elle est l'un des trois principaux protagonistes de la trilogie Jurassic World, avec ses parents adoptifs, Owen Grady (interprété par Chris Pratt) et Claire Dearing (interprétée par Bryce Dallas Howard). Elle vivait avec son défunt grand-père Sir Benjamin Lockwood, un ancien partenaire commercial du Dr John Hammond. Elle est la fille biogénétique de la généticienne Charlotte Lockwood.
Dans Fallen Kingdom, elle est d'abord décrite comme la petite-fille de Benjamin Lockwood, bien qu'il soit révélé plus tard dans le film qu'il l'a en fait clonée à partir de sa fille décédée. Le co-scénariste Colin Trevorrow a introduit le clonage humain dans la série de films pour explorer tous les effets du pouvoir génétique. Le film a marqué les débuts au cinéma de Sermon, et elle a repris le rôle dans la suite, Jurassic World Dominion (2022). Dans le film, elle forme un lien étroit avec Beta, la progéniture asexuée du Velociraptor Blue d'Owen. Plus tard, elle et Beta sont kidnappées par Biosyn à des fins de recherche, incitant Owen et Claire à se lancer dans une mission de sauvetage. Pendant son séjour à Biosyn, Maisie apprend qu'elle est non seulement clonée de Charlotte mais que cette dernière lui a également donné naissance de manière asexuée, ce qui en fait fille et mère. Trevorrow, qui a co-écrit et réalisé Dominion, a déclaré que le rôle de Maisie en tant que fille de Charlotte avait toujours été prévu. Maisie est le sujet de Maisie Lockwood Adventures, une série de livres de l'auteur Tess Sharpe qui se déroule entre les deux films.
La trame de fond du clone de Maisie, son origine évolutive et son caractère général ont reçu un accueil mitigé de la part des critiques, bien que la performance de Sermon ait reçu des éloges pour Fallen Kingdom.

## Contexte fictif

### Jurassic World: Fallen Kingdom
Maisie Lockwood est initialement décrite comme la petite-fille de neuf ans de Sir Benjamin Lockwood, adoptée par lui après la mort de sa mère dans un accident de voiture. Maisie vit à Lockwood Estate et est prise en charge par la gouvernante familiale Iris. Elle est passionnée par les dinosaures et aime les imiter comme activité ludique. Maisie exprime sa curiosité à propos de sa mère, bien que Benjamin ne lui permette pas de voir des photos d'elle.
Plus tard, Maisie est fascinée par une vidéo d'Owen Grady entraînant ses Velociraptors, dont Blue. Elle découvre alors le plan d'Eli Mills de vendre aux enchères les dinosaures d'Isla Nublar et est bouleversée lorsqu'elle découvre le cadavre de son grand-père, après que Mills l'a étouffé. Elle attrape son album photo et découvre que sa fille lui était identique en apparence pendant son enfance. Avec Benjamin mort, Mills devient le tuteur de Maisie et renvoie Iris.
Quand Owen et Claire arrivent, Maisie reconnaît Owen de la vidéo et Claire d'une rencontre qu'elle a eue avec Benjamin. Owen et Claire forment un lien avec Maisie et la réconfortent après la mort de son grand-père. En tant que tuteur, Mills confronte Owen et Claire et exige que Maisie reste avec lui lorsqu'il soupçonne qu'ils veulent prendre soin d'elle. Il les informe que Maisie est en fait un clone de la fille décédée de Benjamin. Elle est ensuite traumatisée et poursuivie dans tout le manoir de Benjamin par l' Indoraptor après son évasion. Owen et Claire travaillent pour protéger Maisie de l' Indoraptor et parviennent à le tuer avec l'aide de Blue. Lorsque les dinosaures captifs invendus sont menacés par une fuite de cyanure d'hydrogène, Maisie les libère dans la nature. Étant un clone, elle sympathise avec les dinosaures et pense qu'ils devraient être libres. Owen et Claire adoptent Maisie.

## Contexte de production
Fallen Kingdom a été co-écrit par Colin Trevorrow et Juan Antonio Bayona. Ils ont inclus le concept de clonage humain dans le but d'explorer tous les effets que le pouvoir génétique pourrait avoir dans l'univers cinématographique de Jurassic Park,. Trevorrow a dit que "nous sommes tellement plus proches du clonage des humains que du clonage des dinosaures. C'était beaucoup moins un saut pour moi que les dinosaures. [. . . ] Avoir un personnage qui a un amour si profond et qui a ressenti une telle perte et l'incapacité de continuer, je pense que c'est quelque chose que nous ressentons tous. Donc, l'idée que vous pourriez être capable de ramener quelqu'un de cette manière est émotionnellement fondée sur une idée très universelle".
Le producteur exécutif Steven Spielberg a soutenu le concept de clonage humain et était enthousiasmé par les questions qu'il pourrait soulever dans la suite du film, tandis que Trevorrow était nerveux quant à savoir si le public accepterait une telle idée. Selon le réalisateur de Fallen Kingdom, JA Bayona, l'aspect du clonage humain a été inspiré par le regretté auteur Michael Crichton, qui a écrit le roman Jurassic Park (1990) et sa suite The Lost World (1995). Bayona a déclaré que "raconter l'histoire de Maisie était comme une façon d'essayer de savoir ce que Michael Crichton penserait du moment dans lequel nous vivons en ce moment". Concernant la séquence du manoir dans laquelle Maisie est poursuivie par l' Indoraptor, Bayona a comparé les scènes à "la fin classique d'un conte de fées, d'une histoire gothique, comme finir au sommet du château avec la princesse dans la tour et le dragon pourchassant". la petite fille". Environ 2 500 filles ont été interviewées pour le rôle de Maisie, qui est finalement allé à Isabella Sermon, marquant ses débuts au cinéma.
Le rôle de Maisie en tant que fille de Charlotte avait toujours été planifié par Trevorrow, qui a déclaré qu'il était « très important de comprendre que Maisie n'était pas faite par un homme qui lui manquait. » Trevorrow a déclaré que lui et la co-scénariste de Dominion Emily Carmichael « ont vraiment vu une opportunité de rendre cela, espérons-le, plus satisfaisant émotionnellement qu'il n'aurait pu l'être ». Sermon était satisfait de la caractérisation de Maisie dans Dominion : "Non seulement elle est ce clone, mais c'est aussi une adolescente. Elle essaie de trouver sa place dans le monde. Elle essaie de grandir [. . . ]. Elle n'est pas seulement une expérience scientifique. C'est une humaine"  Pour dépeindre Charlotte, Trevorrow voulait vieillir numériquement le visage de Sermon, puis l'ajouter à un double du corps. Au cours de la recherche de casting pour les doubles, Trevorrow est tombé sur l'actrice Elva Trill, qui partageait des traits du visage similaires avec Sermon. Après avoir récité des lignes, Trevorrow a été impressionné par la performance de Trill et a décidé de la choisir comme Charlotte, abandonnant l'idée du vieillissement numérique,.

## Réception
Graeme McMillan, écrivant pour The Hollywood Reporter, a constaté que l'introduction de Benjamin et Maisie Lockwood « rend immédiatement le reste de la franchise Jurassic terne en comparaison. Bien sûr, il y a des dinosaures qui courent partout, mais il y a aussi cet autre scientifique qui clone apparemment de vrais êtres humains depuis des années. » Il a noté que les dinosaures sont le point central des films et a fait valoir qu'en éloignant « l'accent mis sur le clonage des dinosaures - même pour un seul personnage, dans le cadre d'une révélation choc - cela approfondi le sujet de toute la série ».
Ben Kuchera de Polygon a émis l'hypothèse que Maisie avait de l'ADN de dinosaure et a été surpris par l'éventuelle torsion de l'intrigue selon laquelle elle est un clone humain, le trouvant terrifiante. Se référant à la théorie des dinosaures et à la révélation des clones, Kuchera a écrit que le film « passe une grande partie de son temps à mettre en place ce qui est l'un des rebondissements les plus intriguant possibles, puis s'en éloigne au dernier moment pour livrer quelque chose qui semble même étonner les personnages du film ».
Liz Young de MovieWeb a noté des parallèles entre Maisie et les dinosaures de la série, écrivant que Fallen Kingdom « semble utiliser la présence de Maisie en tant que clone comme métaphore des dinosaures et de leur impact sur le monde et la société ». Matt Goldberg de Collider a trouvé le film, y compris sa tournure de clone, trop prévisible : « Ce qui est censé être une révélation majeure perd tout son impact parce que le film est si prévisible et pourtant il suppose que le public n'est pas au courant de ce qui se passe. »".
Se référant à son rôle dans Dominion, Nick Bartlett de /Film a écrit: "En tant que personne qui a libéré les dinosaures dans le monde, on pourrait penser qu'elle aurait un arc intéressant dans ce film, potentiellement aux prises avec sa conscience sur les conséquences de ses actions ou accepter sa nouvelle identité. Malheureusement, cela n'est même pas abordé, et son histoire est finalement ridicule". Il a qualifié la performance de Sermon de « particulièrement forte dans les scènes sans dialogue », mais a constaté qu'elle était « très déçue par la caractérisation téléfilm », écrivant: "Plutôt que d'avoir une personnalité, elle est simplement décrite comme une adolescente maussade de téléfilm, et elle n'a aucune chimie avec elle. parents de substitution ». Bartlett a déclaré que "le fil de l'intrigue sinueuse concernant la vérité de ses origines biologiques, bien que bien en soi, tue l'élan et sert essentiellement de distraction malsaine des dinosaures répandu".
Michael John Petty de Collider a fait l'éloge de la performance de Sermon dans Fallen Kingdom et a écrit que l'inclusion de Maisie "dans la plus grande mythologie jurassique est quelque chose à célébrer et à explorer, car il y a tellement d'implications scientifiques, sociétales et sociales potentielles de l'existence d'une telle personne". Cependant, il a été énerver par l'origine nouvellement expliquée du personnage dans Dominion : "Au lieu d'apprendre qui est Maisie au fond de nous, nous n'apprenons à nouveau que ce qu'elle est". Thomas Bacon de Screen Rant a également critiqué sa nouvelle histoire d'origine. Saim Cheeda, également de Screen Rant, a classé l'arc du personnage de Maisie dans Dominion comme le pire de la série de films, écrivant qu'elle « est devenue une enfant effrayée pour se mettre sur la voie de la poursuite de l'héritage de sa mère biologique, fournissant finalement à Wu le signifie inverser les effets des criquets ».